# Siegfried et le Limousin
Siegfried et le Limousin est un roman de Jean Giraudoux publié en 1922 aux éditions Grasset. Ce roman est célèbre pour avoir apporté le succès à son auteur[réf. nécessaire].
En 1928, Giraudoux adapte ce roman pour le théâtre sous le titre Siegfried.

## Résumé
En janvier 1922, le narrateur soupçonne, à la suite d'une série d'indices troublants découverts dans la presse allemande, qu'un célèbre juriste allemand, Siegfried von Kleist, pourrait bien être en réalité l'un de ses amis, l'écrivain Forestier, porté disparu sur le front. Il s'avère effectivement que pendant la guerre, le soldat von Kleist est devenu amnésique après une blessure. C'est ainsi que Forestier, sous une autre identité, a été recueilli et poursuit sa vie sous un nom tout différent ; mais son style incisif d'avant-guerre reparaît dans sa nouvelle langue d'expression.
Pour en avoir le cœur net, le narrateur part pour Munich, où il peut identifier Forestier avec l'aide d'un membre des services diplomatiques allemands en poste à Paris, le baron Zelten. Ce voyage le replonge dans ses souvenirs d'étudiant, tandis que surviennent diverses aventures. Le narrateur traverse l'Allemagne revancharde d'après la Première Guerre mondiale. Il arrive finalement à bon port, s'acquitte de sa mission et rentre en compagnie de Forestier dans le Limousin, sa région natale, où chacun compte vivre une vie paisible.

## Éditions
- Siegfried et le Limousin, Éditions Grasset, 1922.
- Siegfried et le Limousin, Paris, Les Arts et les Livres, 1926, eau-forte en frontispice par Hermine David.
- Siegfried et le Limousin, Paris, Émile-Paul Frères, 1928, 17 gravures par                                Edy Legrand, 225 exemplaires numérotés.